# Navarretia fossalis
Navarretia fossalis är en blågullsväxtart som beskrevs av R. Moran. Navarretia fossalis ingår i släktet navarretior, och familjen blågullsväxter. Inga underarter finns listade i Catalogue of Life.

## Bildgalleri

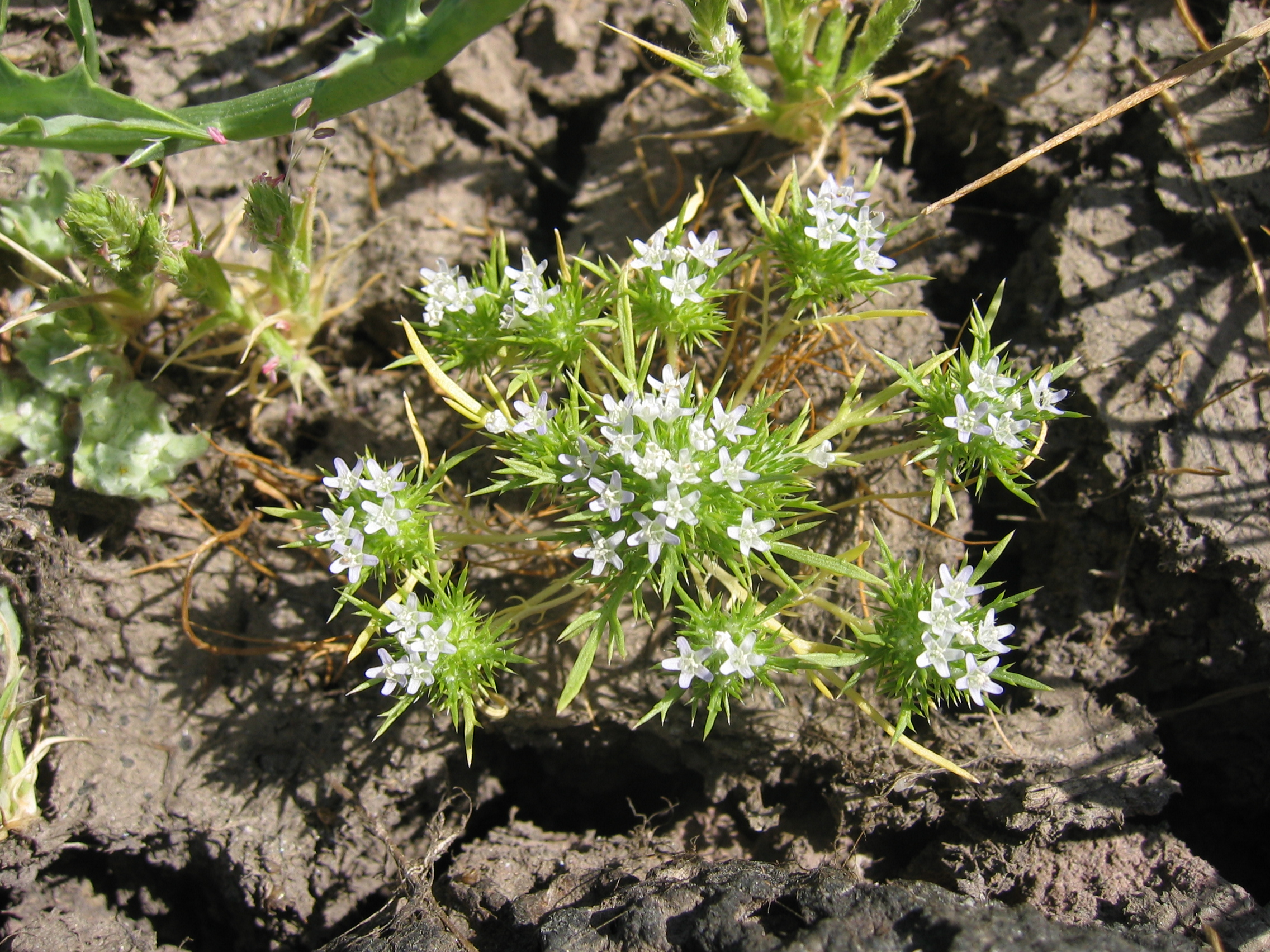
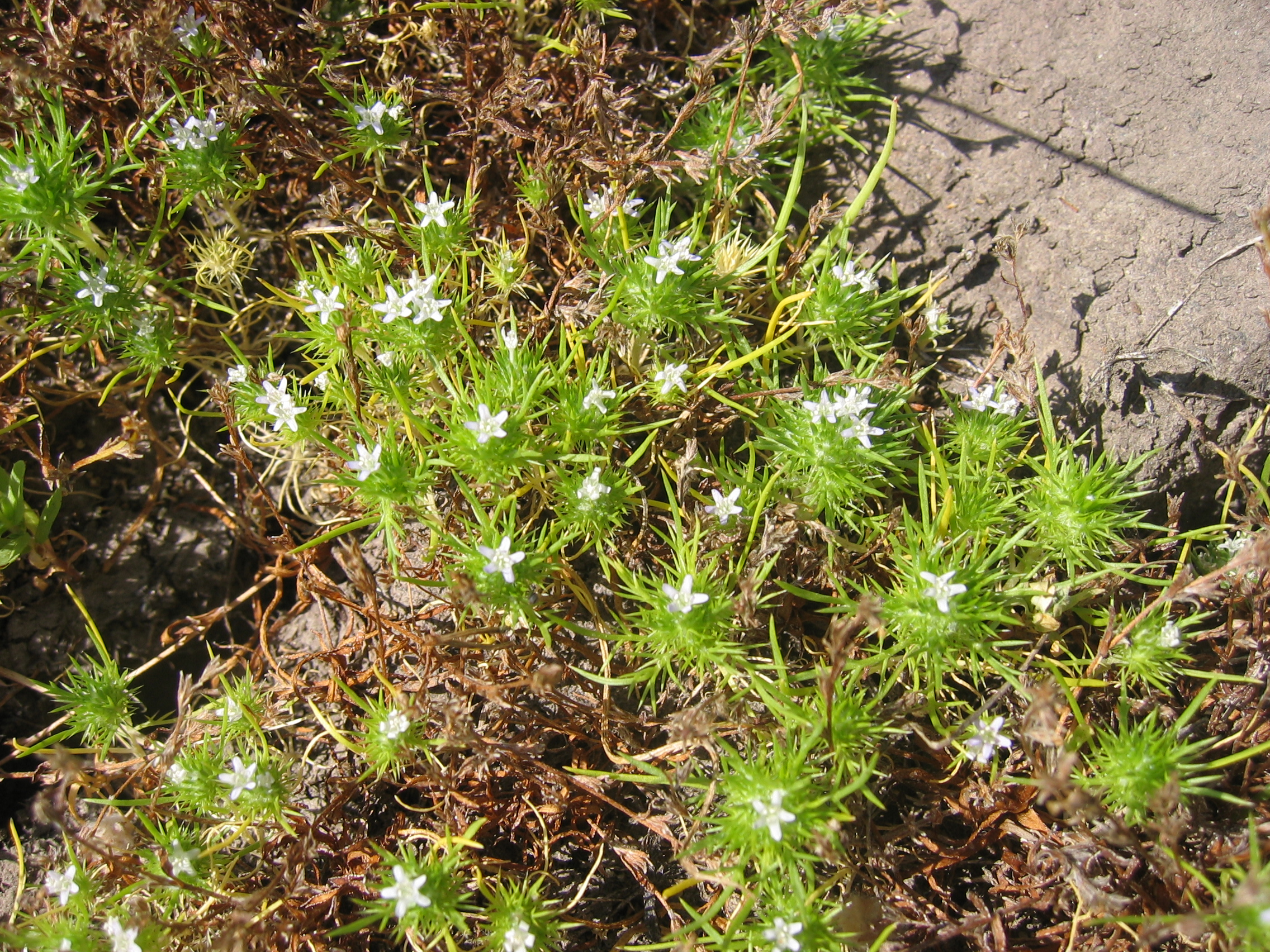